# Vänskapsföreningen Sverige–Madagaskar
Vänskapsföreningen Sverige-Madagaskar är en ideell förening som grundades i Göteborg 1990 som ett nätverk för människor i Sverige med anknytning till eller intresse för Madagaskar. Det finns nu lokalavdelningar i Göteborg och Stockholm. Föreningen ger ut tidskriften Lemuren, en turistbroschyr, och andra publikationer.